# Arapska abeceda
Arapska abeceda (arapski: أَلْأَبْجَدِيَّة ٱلْعَرَبِيَّة) je arapsko pismo kodifirano za pisanje arapskog jezika. Piše se s desna na lijevo kurzivnim stilom i sadrži 28 slova. Većina slova ima kontekstualne oblike slova.
Arapska abeceda smatra se abdžadom, što znači da koristi samo suglasnike, ali se sada smatra "nečistim abdžadom". Kao i kod drugih nečistih abdžada, kao što je hebrejsko pismo, pisari su kasnije osmislili načine označavanja samoglasnih zvukova s različitim dijakriticima.

## Suglasnici
Osnovna arapska abeceda sadrži 28 slova. Arapsko pismo je u drugim jezicima adaptirano dodavanjem i oduzimanjem nekih slova, kao što je to slučaj u perzijskom, otomansko-turskom, centralnokurdskom, urdu, sindi, malajskom, paštu, arwi i malayalamu (arapski malayalam). Ne postoji razlika između velikih i malih slova.
Mnoga slova izgledaju slično, ali često točka (ʾiʿjām) iznad ili ispod središnjeg dijela slova (rasm) predstavlja razliku između njih. Ove točke predstavljaju sastavni dio slova, jer razlikuju slova koja predstavljaju različite zvukove. Na primjer, arapska slova ب (b), ت (t) i ث (th) imaju isti osnovni oblik, jednu točku ispod, dvije ili tri točke iznad; slovo ن (n) također posjeduje isti oblik, kada se nalazi na početku ili sredini riječi, s jednom točkom iznad, dok se malo razlikuje ako stoji samo ili na kraju riječi.
Tiskani i pisani arapski je u kurzivu, s tim da je većina slova unutar riječi direktno povezana sa susjednim slovima.

### Abecedni red
Postoje dva glavna redoslijeda razvrstavanja u arapskoj abecedi: abjad i hija.
Izvorni ʾabjadīy redosljed (ar. أَبْجَدِيّ), koji se koristi za lijepo pisanje slova, potječe od redoslijeda feničanske abecede, i stoga je sličan redoslijedu drugih abeceda, koje potječu od feničanske, poput hebrejskoga pisma. Ovaj se redoslijed slova također koristi i kod brojeva - abdžadski brojevi, te posjeduju isti alfanumerički kod/šifru kao hebrejska gematrija i grčka izopsefija.
hijā’ī (ar. هِجَائِي) ili alifbāʾī (ar. أَلِفْبَائِي) redoslijedi koriste se u popisima imena i riječi koji se trebaju poredati, kao na primjer u imenicima, razrednim dnevnicima, rječnicima, te se u ovom redoslijedu slova grupiraju prema sličnosti oblika.

## Također pogledajte
- Arapski brojevi
- Arapsko pismo